# Katja Stuke
Katja Stuke (* 1968) ist eine deutsche Fotografin.

## Wirken
Katja Stuke studierte von 1988 bis 1993 visuelle Kommunikation in Düsseldorf, Schwerpunkte Typografie, Fotografie/Film. 1993 bis 1998 arbeitete sie bei Michael Schirner. Gemeinsam mit Oliver Sieber, mit dem sie ein Künstlerpaar bildet und ein gemeinsames Atelier in Düsseldorf betreibt, gibt sie das Fotografie-Projekt Frau Böhm heraus, das sich zu Böhm/Kobayashi weiterentwickelte.
Von 2006 bis 2021 war Katja Stuke Mitglied im Vorstand des Künstlervereins Malkasten, zuletzt als 2. Vorsitzende. Seit 2023 ist sie im Vorstand des Vereins der Düsseldorfer Künstler VdDK 1844. Von 2020 bis 2022 war sie im erweiterten Vorstand der Deutschen Gesellschaft für Fotografie (DGPh) und leitete mit Stefanie Diekmann und Oliver Sieber die Sektion Geschichte und Archive der DGPh.
Seit 2010 kuratieren Böhm/Kobayashi einmal im Jahr die Ausstellung ANT!FOTO im Kunstraum Düsseldorf und im Künstlerverein Malkasten. Gemeinsam mit Oliver Sieber kuratierte sie 2016 die Hauptausstellung des Festivals der Internationalen Photoszene Köln unter dem Titel „Innere Sicherheit, the state I am in“.
Katja Stuke und Oliver Sieber hatten Lehraufträge u. a. an der Fachhochschule Dortmund, Technischen Universität Dortmund, HSD Hochschule Düsseldorf/Peter Behrens School of Art und der Folkwang Universität der Künste in Essen.

## Ausstellungen, Veranstaltungen (Auswahl)
- 2024: MO Kunstpreis Museum Ostwall, Dortmund (mit Oliver Sieber)
- 2024: Ruinen der Zukunft Fondation de l’Allemagne, Paris (mit Oliver Sieber)
- 2024: Schwarzes Licht Espace Joerg Brockmann Carouge (mit Oliver Sieber)
- 2024: border/less [G] Japanisches Kulturinstitut Köln / Japan Foundation
- 2023: Schwarzes Licht Donggang International Photography Festival (mit Oliver Sieber)
- 2023: Metastabile Balance Stuke/Sieber/Vieweg Museum für Fotokopie Mülheim a.d.R.
- 2023: Fire Flies [G] Malkastenpark, Düsseldorf
- 2023: Photography in Progress: Fragile Infrastrukturen [G] Photoszene Köln
- 2023: Urban Space Video Walk [G] Weltkunstzimmer, Düsseldorf
- 2023: Crown Letter: Voudrons-nous encore danser demain? [G] Institut Français Prague
- 2023: Way Out Ouest Concert & Video, Pondskater & Katja Stuke, FFT Düsseldorf
- 2022: Photographische Konzepte und Kostbarkeiten –Sammlungspräsentation  [G] Photographische Sammlung, SK-Stiftung Kultur Köln
- 2022: The Crown Letter [G]  Institut Français Kyoto
- 2022: Biennale für aktuelle Fotografie  [G]  Kunsthalle Mannheim
- 2022: Beyond Emscher [G] Ruhrmuseum Essen
- 2021: Chennai Photo Biennale
- 2021: The Crown Letter  [G]  Hyperfestival Paris / Photo Days
- 2021: The Crown Letter  [G]  Fondation Fiminco Paris
- 2021: The Crown Letter  [G]  Biennale Sur, Cultural Center in Cordoba
- 2021: The Crown Letter  [G]  Biennale Sur, Mapi Museo, Montevideo Uruguay
- 2020: Moon over Konohanaguchi Japanisches Kulturinstitut Köln
- 2020: From A to B [G] Museum Morsbroich Leverkusen
- 2020: Reclaim Award [G] Köln
- 2020: Antlitz der Stadt. 175 Jahre Fotogeschichte [G] Stadtmuseum Düsseldorf
- 2019: Sequence as a Dialogue (mit Oliver Sieber), Kunsthalle Gießen
- 2019: Schwarzes Licht (mit Oliver Sieber), Tina Miyake Düsseldorf
- 2018: Fotografie neu ordnen, Japanese Lesson (mit Oliver Sieber) Museum für Kunst und Gewerbe Hamburg
- 2018: Questioning Photography GCA Galaxa Museum for Contemporary Art Chongqing
- 2018: You and Me (mit Oliver Sieber) Krakow Photomonth [G], Bunkier Sztuki
- 2018: Japanese Lesson (mit Oliver Sieber) Unseen Amsterdam
- 2017: The Photobook Phenomenon [G] CCCB Barcelona
- 2017: You and Me (mit Oliver Sieber) Cosmos Croisière, Rencontres d’Arles
- 2016: Jo volia ser fotògraf mit Oliver Sieber, Fundació Foto Colectania Barcelona
- 2016: You and Me mit Oliver Sieber, Scope Hannover
- 2016: You and me mit Oliver Sieber, Kunsthaus NRW Kornelimünster
- 2016: Mit andern Augen [G] Kunstmuseum Nürnberg
- 2016: ConteS/Xting Sport [G] nGbk Berlin
- 2016: Mit andern Augen [G] Kunstmuseum Bonn
- 2016: Vom Wert der Kunst als Wert der Arbeit [G] WELTKUNSTZIMMER Düsseldorf
- 2016: Große Kunstausstellung NRW Düsseldorf [G] Museum Kunstpalast, Düsseldorf
- 2015: You and Me Museum for Contemporary Photography, Chicago
- 2015: O.i.F./Movie Locations mit Oliver Sieber, Silencio Paris
- 2015: Fax from the Library/K. Stuke & O. Sieber Temple, Paris
- 2014: (Mis)understanding Photography and Manifestos [G] Folkwang Museum Essen
- 2014: Manifeste! Eine andere Geschichte der Fotografie [G] Fotomuseum Winterthur
- 2013: Spectator Sports Museum of Contemporary Photography, Chicago [G]
- 2012: Zeitgespenster [G] Museum Morsbroich Leverkusen
- 2012: Der Mensch und seine Objekte [G] Folkwang Museum, Essen
- 2012: Eleven to Liverpool Street Kunsthaus Essen
- 2010: Supernatural Loris Berlin
- 2010: (Out of) Control [G] Les Brasseurs Art Contemporain, BIP Festival Liège

## Auszeichnungen und Stipendien
- 2001 Merit des Art Directors Club New York, Photography für „Die Böhm“
- 2002 Erster Preis des European Award for Women Photography
- 2003 Aenne-Biermann-Preis
- 2005 Artist in Residence, Goethe-Institut, Toronto (mit Oliver Sieber)
- 2006 Artist in Residence, ART EX, Gustav-Poensgen Stipendium, Osaka (mit Oliver Sieber)
- 2009 Projektstipendium Kunststiftung NRW
- 2014 Auslandsstipendium des Ministeriums für Familie, Kinder, Jugend, Kultur und Sport NRW
- 2014 Projektstipendium Kunststiftung NRW
- 2015 Atelieraufenthalt Cité des Artes Paris
- 2016 Erster Preis: LUMA Rencontres Dummy Book Award Arles 2016 (mit Oliver Sieber)
- 2018 Atelieraufenthalt Cité des Artes Paris  (mit Oliver Sieber)
- 2019 Künstleraustausch/Residenz The Blend Art Exchange Osaka
- 2021 Publikationsförderung Kunststiftung NRW
- 2022 City Artists NRW KULTURsekretariat  (mit Oliver Sieber)
- 2023 Atelieraufenthalt Cité des Artes Paris
- 2023 Lauréat Regards du Grand Paris Ateliers Medicis, Cnap Paris  (mit Oliver Sieber)
- 2024 MO_Kunstpreis Museum Ostwall, Dortmund  (mit Oliver Sieber)